# Брейли (лунный кратер)
Кратер Брейли (лат. Brayley) — небольшой молодой ударный кратер находящийся в юго-западной части Моря Дождей на видимой стороне Луны. Название дано в честь английского географа и библиотекаря Эдварда Уильяма Брейли (1801—1870) и утверждено Международным астрономическим союзом в 1935 г. Образование кратера относится к эратосфенскому периоду.

## Описание кратера

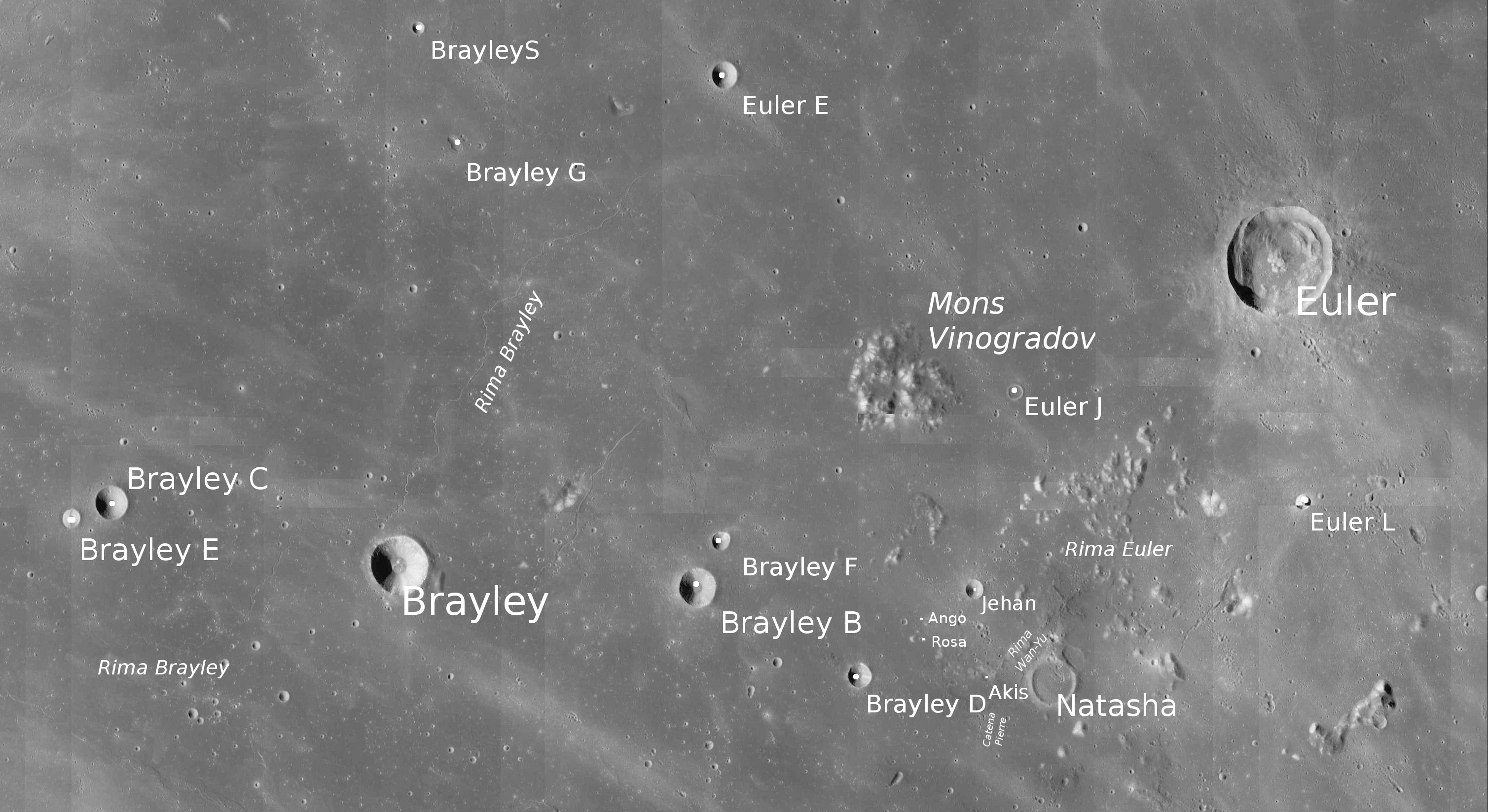
Окрестности кратера Брейли. Снимок зонда Lunar Reconnaissance Orbiter.

Ближайшими соседями кратера являются крупный кратер Принц на северо-западе; маленький кратер Арцимович и небольшой кратер Диофант на севере-северо-востоке; маленькие кратеры Джехан и Наташа на востоке. С северо-западной стороны к кратеру примыкает борозда Брейли; на востоке находится борозда Эйлера; на востоке-северо-востоке расположен пик Виноградова; на северо-западе горы Харбингер. Селенографические координаты центра кратера 20°54′ с. ш. 36°56′ з. д. / 20,9° с. ш. 36,94° з. д., диаметр 14,17 км, глубина 2,84 км.
Кратер имеет циркулярную форму, острую кромку вала и небольшое поднятие в центре чаши. Высота вала над окружающей местностью 520 м.
Кратер Брейли включен в список кратеров с яркой системой лучей Ассоциации лунной и планетарной астрономии (ALPO) и в список кратеров с темными радиальными полосами на внутреннем склоне Ассоциации лунной и планетарной астрономии (ALPO).

## Сателлитные кратеры
| Брейли | Координаты                                            | Диаметр, км |
| ------ | ----------------------------------------------------- | ----------- |
| B      | 20°44′ с. ш. 34°19′ з. д. / 20,73° с. ш. 34,31° з. д. | 9,2         |
| C      | 21°23′ с. ш. 39°28′ з. д. / 21,39° с. ш. 39,46° з. д. | 8,0         |
| D      | 20°01′ с. ш. 32°53′ з. д. / 20,02° с. ш. 32,88° з. д. | 6,2         |
| E      | 21°16′ с. ш. 39°49′ з. д. / 21,27° с. ш. 39,82° з. д. | 4,7         |
| F      | 21°05′ с. ш. 34°06′ з. д. / 21,09° с. ш. 34,1° з. д.  | 4,5         |
| G      | 24°10′ с. ш. 36°26′ з. д. / 24,17° с. ш. 36,44° з. д. | 4,3         |
| K      | 21°13′ с. ш. 41°43′ з. д. / 21,21° с. ш. 41,72° з. д. | 3,2         |
| L      | 20°55′ с. ш. 42°39′ з. д. / 20,91° с. ш. 42,65° з. д. | 3,5         |
| S      | 25°04′ с. ш. 36°46′ з. д. / 25,06° с. ш. 36,76° з. д. | 2,9         |

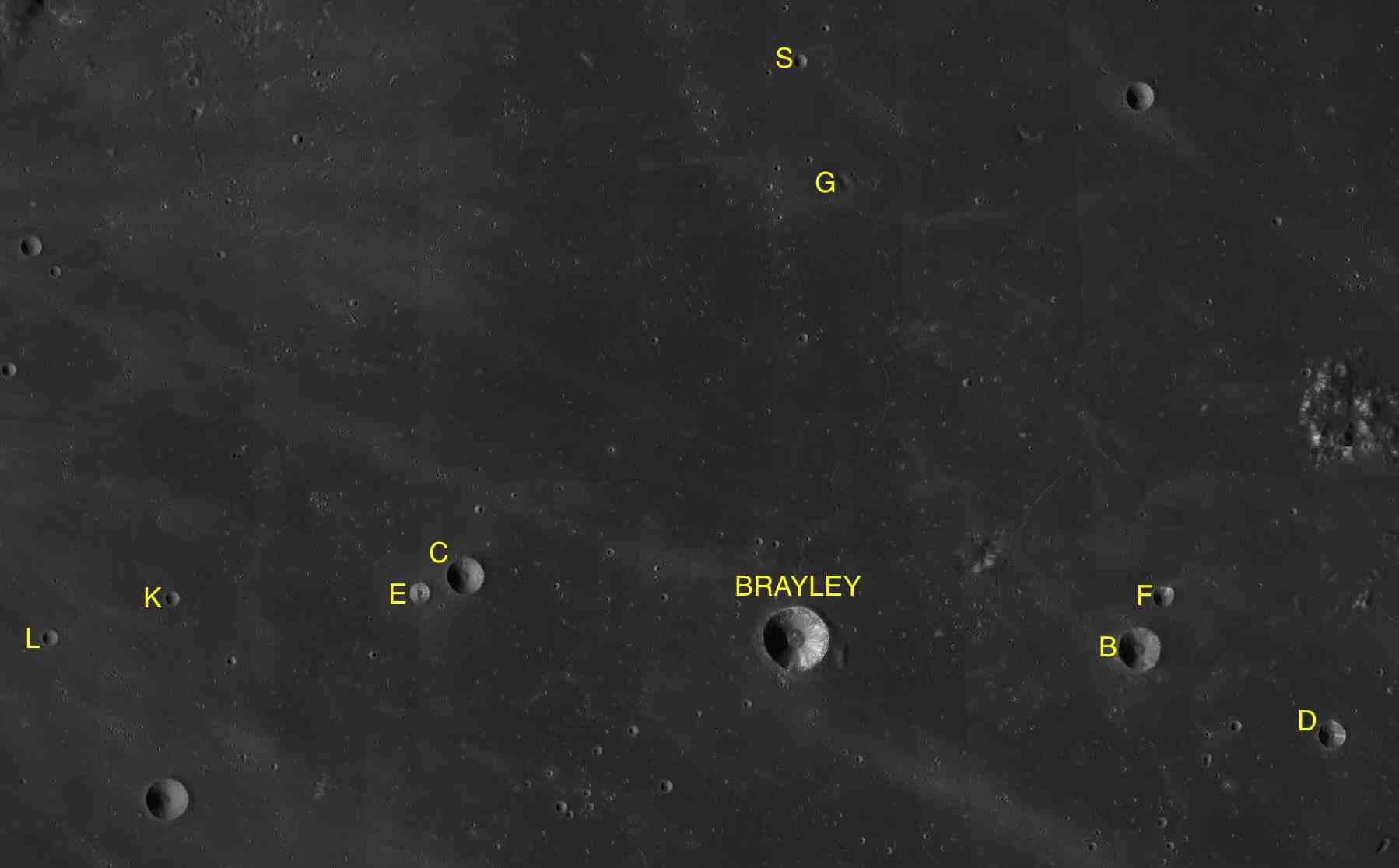
Фрагмент карты LAC-39.

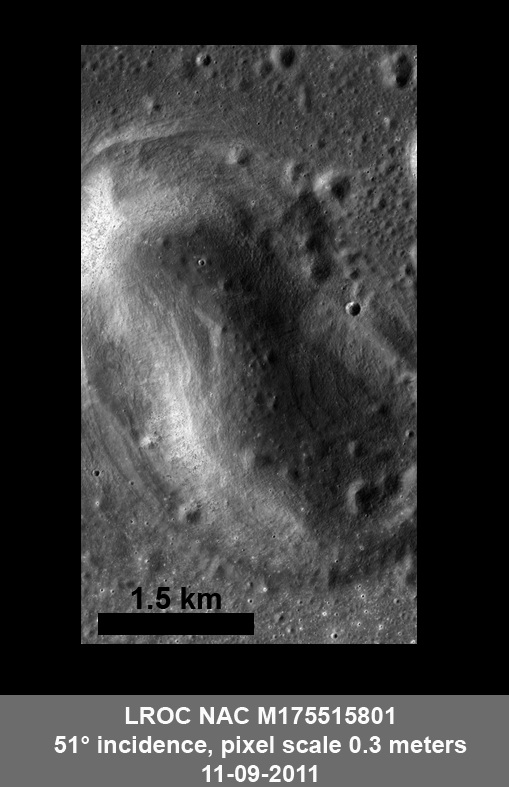
Сателлитный кратер Брейли G. Снимок зонда Lunar Reconnaissance Orbiter.

- В сателлитных кратерах Брейли B и C зарегистрированы термальные аномалии во время лунных затмений. Это явление объясняется небольшим возрастом кратера и отсутствием достаточного слоя реголита, оказывающего термоизолирующее действие. Явление характерно для большинства молодых кратеров.

- Сателлитный кратер Брейли G, похожий на плавательный бассейн в виде восьмерки, упомянут в списке необычных структур в публикации "APOLLO OVER THE MOON: A VIEW FROM ORBIT (NASA SP-362)"[8]. В отличие от других кратеров он не имеет возвышающегося вала или скопления материалов, выброшенных при импакте, по своему периметру. По все вероятности данный кратер является не ударным, а вулканическим.